# Onthophagus semichalcites
Onthophagus semichalcites là một loài bọ cánh cứng trong họ Bọ hung (Scarabaeidae).